# Ambia ptolycusalis
Ambia ptolycusalis is een vlinder uit de familie van de grasmotten (Crambidae). De wetenschappelijke naam van de soort is voor het eerst gepubliceerd in 1859 door Francis Walker.
De voorvleugellengte is 7 millimeter bij het mannetje en 10 millimeter bij het vrouwtje.

## Verspreiding
De soort komt voor in China (Yunnan), Filipijnen, Borneo, Sulawesi, Maleisië (Sarawak en Sabah) en Australië (Queensland).

## Waardplanten
De rups leeft op Hydrilla verticillata (Hydrocharitaceae).